# Sweet Dreams (Are Made of This)
"Sweet Dreams (Are Made of This)" là ca khúc được sáng tác và trình bày bởi ban nhạc new wave người Anh Eurythmics. Đây là ca khúc chủ đề của album cùng tên và trở thành đĩa đơn thứ tư và cuối cùng trích từ album này. Ca khúc nhanh chóng trở thành bản hit toàn cầu, đưa tên tuổi ban nhạc tới với thế giới. Video âm nhạc sau đó đưa ca khúc lên vị trí số 2 tại UK Singles Chart và số 1 tại Billboard Hot 100. Đây cũng là đĩa đơn đầu tiên của Eurythmics tại thị trường Mỹ.
"Sweet Dreams (Are Made of This)" được coi là ca khúc thương phẩm của Eurythmics. Thành công của ca khúc này cũng giúp đĩa đơn trước đó của họ, "Love Is a Stranger", được tái bản rồi trở thành bản hit toàn cầu. "Sweet Dreams (Are Made of This)" được tạp chí Rolling Stone xếp ở vị trí 356 trong danh sách "500 bài hát vĩ đại nhất" của họ vào năm 2003. Eurythmics vẫn luôn trình diễn ca khúc này trong mọi tour diễn của họ từ năm 1982, và đôi khi được ca sĩ Lennox thể hiện trong tour diễn solo của riêng cô.
Năm 1991, ca khúc được remix và đưa vào album tuyển tập Greatest Hits của Eurythmics. Ấn bản này đạt vị trí 48 tại Anh và thường được sử dụng tại các tụ điểm tại đây. Một bản remix đáng chú ý khác được phát hành bởi Steve Angello vào năm 2006 với mặt B là ca khúc "I've Got a Life", đạt vị trí số 10 tại Pháp.

## Danh sách bài hát
Đĩa 7"
- A: "Sweet Dreams (Are Made Of This)" – 3:31
- B: "I Could Give You (A Mirror)" – 3:52

Đĩa 12"
- A: "Sweet Dreams (Are Made Of This)" (bản 12") – 4:48
- B1: "I Could Give You (A Mirror)" – 3:54
- B2: "Baby's Gone Blue" – 4:14

## Thành phần thực hiện
- Annie Lennox – hát chính, sáng tác, synthesizer, piano
- David A. Stewart – sáng tác, sản xuất, synthesizer, lập trình
- Robert Crash – trống điện tử, synthesizer
- Adam Williams – synthesizer
- Reynard Falconer – synthesizer

## Phát hành
Sau khi phát hành, "Sweet Dreams (Are Made of This)" nhận được những phản ứng tích cực từ các nhà phê bình âm nhạc, trong đó họ đánh giá cao giai điệu ấn tượng, chất giọng của Eurythmics và quá trình sản xuất hiệu quả. Ngoài ra, nó còn lọt vào danh sách những tác phẩm xuất sắc nhất mọi thời đại bởi nhiều tổ chức và ấn phẩm âm nhạc, bao gồm vị trí thứ 356 trong danh sách 500 Bài hát vĩ đại nhất mọi thời đại của Rolling Stone. Ngoài ra, "Sweet Dreams (Are Made of This)" cũng tiếp nhận những thành công vượt trội về mặt thương mại, đứng đầu các bảng xếp hạng ở Canada và Pháp, đồng thời lọt vào top 10 ở tất cả những thị trường bài hát xuất hiện, bao gồm vươn đến top 5 ở nhiều thị trường lớn như Bỉ, Đức, Ireland, New Zealand, Tây Ban Nha và Vương quốc Anh. Tại Hoa Kỳ, nó đạt vị trí số một trên bảng xếp hạng Billboard Hot 100 trong một tuần, trở thành đĩa đơn quán quân đầu tiên và duy nhất trong sự nghiệp của nhóm tại đây.
Video ca nhạc cho "Sweet Dreams (Are Made of This)" được đạo diễn bởi Chris Ashbrook, trong đó bao gồm những cảnh Eurythmics hát ở nhiều bối cảnh khác nhau, như trong một phòng họp, trên một chiếc thuyền và trong một căn phòng. Nó đã nhận được nhiều lượt phát sóng liên tục trên MTV và được coi như một video kinh điển trong thời kỳ đầu của kênh truyền hình mới mẻ lúc bấy giờ, cũng như chiến thắng tại giải Video âm nhạc của MTV năm 1984 cho Nghệ sĩ mới xuất sắc nhất. Để quảng bá bài hát, nhóm đã trình diễn "Sweet Dreams (Are Made of This)" trên nhiều chương trình truyền hình và lễ trao giải lớn, bao gồm Countdown, Top of the Pops và giải Grammy lần thứ 26, cũng như trong nhiều chuyến lưu diễn của họ. Được ghi nhận là bài hát trứ danh trong sự nghiệp của Eurythmics, nó đã được hát lại và sử dụng làm nhạc mẫu bởi nhiều nghệ sĩ, như Tom Jones, Marilyn Manson, Nas, Puff Daddy, Lil' Kim, Britney Spears, Beyoncé, 50 Cent, Weezer, Jennifer Hudson, Selena Gomez và Avicii.

## Xếp hạng
| Bảng xếp hạng (1983)                  | Vị trí cao nhất |
| ------------------------------------- | --------------- |
| Úc (Kent Music Report)                | 6               |
| Áo (Ö3 Austria Top 40)                | 9               |
| Bỉ (Ultratop 50 Flanders)             | 3               |
| Canada (RPM)                          | 1               |
| Pháp (IFOP)                           | 1               |
| Đức (Official German Charts)          | 4               |
| Ireland (IRMA)                        | 2               |
| Hà Lan (Dutch Top 40)                 | 9               |
| Hà Lan (Single Top 100)               | 10              |
| New Zealand (Recorded Music NZ)       | 2               |
| Nam Phi (Springbok Radio)             | 5               |
| Tây Ban Nha (AFYVE)                   | 2               |
| Thụy Sĩ (Schweizer Hitparade)         | 8               |
| Anh Quốc (OCC)                        | 2               |
| Hoa Kỳ Billboard Hot 100              | 1               |
| Hoa Kỳ Adult Contemporary (Billboard) | 36              |
| Hoa Kỳ Dance Club Songs (Billboard)   | 2               |
| Hoa Kỳ Mainstream Rock (Billboard)    | 16              |

| Bảng xếp hạng (1983)                 | Vị trí |
| ------------------------------------ | ------ |
| Australia (Kent Music Report)        | 41     |
| Belgium (Ultratop 50 Flanders)       | 54     |
| Canada (RPM)                         | 7      |
| France (IFOP)                        | 15     |
| Germany (Official German Charts)     | 21     |
| Netherlands (Dutch Top 40)           | 112    |
| Netherlands (Single Top 100)         | 90     |
| New Zealand (Recorded Music NZ)      | 15     |
| UK Singles (Official Charts Company) | 11     |
| US Billboard Hot 100                 | 10     |
| US Hot Dance Club Songs (Billboard)  | 31     |

| Bảng xếp hạng (1980-89) | Vị trí |
| ----------------------- | ------ |
| US Billboard Hot 100    | 122    |

| Bảng xếp hạng        | Vị trí |
| -------------------- | ------ |
| US Billboard Hot 100 | 554    |

## Chứng nhận
| Quốc gia | Chứng nhận | Số đơn vị/doanh số chứng nhận |
| --- | ---------- | ----------------------------- |
| Canada (Music Canada) | Vàng       | 50.000^                       |
| Đan Mạch (IFPI Đan Mạch) | Vàng       | 45.000‡                       |
| Pháp (SNEP) | Vàng       | 951,000                       |
| Ý (FIMI) | Bạch kim   | 50.000‡                       |
| Anh Quốc (BPI) | Bạch kim   | 600.000‡                      |
| Hoa Kỳ (RIAA) | Vàng       | 1.000.000^                    |
| * Chứng nhận dựa theo doanh số tiêu thụ. ^ Chứng nhận dựa theo doanh số nhập hàng. ‡ Chứng nhận dựa theo doanh số tiêu thụ và phát trực tuyến. |            |                               |